# Anhurmose
Anhurmose byl za vlády faraonů Ramesse II. a Merenptaha úředník a kněz ve starověkém Egyptě.

## Život
Anhurmose je pohřben v hrobce v Lepidotonpolisu, poblíž Abydosu. Kaple hrobky je bohatě vyzdobená a obsahuje dlouhý biografický nápis. Podle tohoto nápisu začal Anhurmose svojí kariéru na lodi a později sloužil v armádě. Poté vstoupil na dráhu kněze. Byl knězem boha Shu, poté Maat a nakonec získal funkci nejvyššího kněze boha Anhura.

## Rodina
Anhurmose byl synem Iemweni a Pennuba, měl dvě manželky Tawerthetepet a Sekhmetnefret a dva syny Pennuba a Huie, který byl stejně jako Anhurmose Anhuruv kněz.